# Synantheopsis
Synantheopsis is een geslacht van zeeanemonen uit de familie van de Actiniidae.

## Soorten
- Synantheopsis parulekari Den Hartog & Vennam, 1993
- Synantheopsis prima England, 1992